# Port lotniczy Kittilä
Port lotniczy Kittilä (fi. Kittilän lentoasema, ang. Kittilä Airport, kod IATA: KTT, kod ICAO: EFKT) – lotnisko położone 5 km na północ od Kittilä i 15 km na południe od Levi. Jest jednym z największych portów lotniczych położonych w północnej części Finlandii. W 2011 obsłużył 238 tys. pasażerów.

## Linie lotnicze i połączenia
| Linia lotnicza                | Kierunek |
| ----------------------------- | --- |
| Air Baltic                    | Sezonowo: 1. Ryga 2. Tampere (od 22 grudnia 2023)                                                                              |
| Air France                    | Sezonowo: 1. Paryż-Charles de Gaulle                                                                                           |
| Austrian Airlines             | Sezonowo: 1. Wiedeń (od 20 stycznia 2024)                                                                                      |
| Corendon Dutch Airlines       | Sezonowe czartery: 1. Amsterdam                                                                                                |
| Edelweiss Air                 | Sezonowe czartery: 1. Zurych                                                                                                   |
| Eurowings                     | Sezonowo: 1. Düsseldorf |
| Finnair                       | 1. Helsinki Sezonowo: 1. Ivalo                                                                                                 |
| Helvetic Airways              | Sezonowo: 1. Zurych |
| Lufthansa                     | Sezonowo: 1. Monachium |
| Swiss International Air Lines | Sezonowo: 1. Genewa |
| Transavia                     | Sezonowo: 1. Paryż-Orly (od 14 grudnia 2024)                                                                                   |
| TUI Airways                   | Sezonowo: 1. Birmingham 2. Bristol 3. East Midlands 4. Glasgow 5. Londyn-Gatwick 6. Londyn-Stansted 7. Manchester 8. Newcastle |
| TUI fly Belgium               | Sezonowo: 1. Bruksela |
| TUI fly Netherlands           | Sezonowo: 1. Amsterdam 2. Rotterdam                                                                                            |

## Statystyki
| Rok  | Pasażerowie  | Pasażerowie      | Pasażerowie | Zmiana |
| Rok  | Ruch krajowy | Ruch zagraniczny | Razem       | Zmiana |
| ---- | ------------ | ---------------- | ----------- | ------ |
| 2005 | 155 008      | 73 693           | 228 701     | -4,3%  |
| 2006 | 153 338      | 91 820           | 245 158     | +7,3%  |
| 2007 | 145 675      | 94 944           | 240 619     | -1,8%  |
| 2008 | 164 136      | 101 428          | 265 564     | +9,8%  |
| 2009 | 165 905      | 79 387           | 245 292     | -7,6%  |
| 2010 | 142 197      | 72 296           | 214 493     | -12,6% |
| 2011 | 167 484      | 71 054           | 238 538     | +11,3  |